# Enciso (Kolumbien)
Enciso ist eine kolumbianische Gemeinde (municipio) im Departamento Santander und gehört zur Provinz García Rovira. 

## Geografie
Die Gemeinde liegt fünf Kilometer südöstlich von Málaga im Tal des Río Servitá auf einer Höhe von 1583 m
Nach Bucaramanga, der Hauptstadt von Santander, sind es 173 km und nach Bogotá, der Hauptstadt Kolumbiens, sind es 359 km.
An die Gemeinde grenzen im Norden Concepción, im Osten Carcasí und San Miguel, im Süden Capitanejo und im Westen San José de Miranda und Málaga.

## Bevölkerung
Die Gemeinde Enciso hat 3461 Einwohner, von denen 849 im städtischen Teil (cabecera municipal) der Gemeinde leben (Stand 2018).

## Geschichte
Der Ort Enciso wurde 1773 von Juan de Enciso gegründet.
2017 fand das Chicamocha-Run-Rennen seinen Weg durch diese Gemeinde.